# Martin Thomas (historien)
Pour les articles homonymes, voir Martin Thomas.
Martin Thomas est un historien britannique né en 1964.

## Biographie
Thomas a fait à la fois son baccalauréat et des études de doctorat à l'université d'Oxford, à travers une maîtrise ainsi qu'un doctorat. Il a rejoint le département d'histoire de l'université de l'Ouest de l'Angleterre, à Bristol, en 1992, avant de le quitter pour prendre un poste au département d'histoire de l'université d'Exeter en 2003. Il est actuellement le directeur du Centre pour l'étude de la guerre, État et société.
Il est considéré comme l'un des meilleurs spécialistes de l'histoire coloniale française et, en novembre 2002, a reçu un prix de 50 000 £ lors du Leverhulme Trust pour la qualité exceptionnelle de ses recherches.
Thomas a publié plusieurs monographies sur les aspects français des affaires étrangères et sur la politique coloniale, la relation Franco-Britannique autour des colonies, les services de sécurité et l'état colonial.
Il a siégé au comité de rédaction de l'Histoire Internationale de l'Examen et du Renseignement et de la Sécurité nationale.

## Travaux
- Britain, France and Appeasement: Anglo-French Relations in the Popular Front Era, Oxford: Berg, 1996.
- "Deferring to Vichy in the Western Hemisphere: The St Pierre and Miquelon Affair of 1941," The International History Review  vol. 19, n° 4, novembre 1997
- The French Empire at War, 1940-45, Manchester University Press, 1998, paperback 2007.
- The French North African Crisis: Colonial Breakdown and Anglo-French Relations, 1945-62, Londres, Macmillan, 2000.
- (co-editor with Kent Fedorowich), International Diplomacy and Colonial Retreat, Londres, Frank Cass, 2001.
- "Bedouin Tribes and the Imperial Intelligence Services in Syria, Iraq and Transjordan in the 1920s," Journal of Contemporary History vol. 38, n° 4, octobre 2003
- "Albert Sarraut, French Colonial Development, and the Communist Threat, 1919–1930," The Journal of Modern History vol. 77, n° 4, décembre 2005
- The French Empire between the Wars. Imperialism, Politics, and Society, Manchester University Press, 2005, paperback 2007.
- Empires of Intelligence: Security Services and Colonial Control, Berkeley: University of California Press, 2007.
- The End of Empires and a World Remade. A Global History of Decolonization, Princeton: Princeton University Press, 2024.